# Walter Eberhard Loch
Walter Eberhard Loch (* 18. März 1885 in Breslau; † 30. Dezember 1979 in Neufrach, Gemeinde Salem) war ein deutscher Maler, Graphiker, Schriftsteller und Kunsthandwerker. Walter Eberhard Loch benutzte seine Initialen WEL als Künstlername.

## Leben und Werk
Walter Eberhard Lochs Kindheit und Jugendzeit verliefen unglücklich. Der Vater trennte sich früh von seiner Familie, das bedeutete finanzielle und emotionale Not. Dazu kam ein folgenschwerer Unfall des Elfjährigen beim Schlittschuhlaufen, der ihm lebenslange Gehbehinderungen einbrachte. Im Jahre 1901 fand er Aufnahme an der Akademie für Kunst und Kunstgewerbe in Breslau. Loch studierte bis zum Jahr 1912 mit nur wenigen Unterbrechungen. In den Jahren 1913/14 arbeitete WEL dann in Berlin als Werbeberater einer Industriefirma, als Metallisator für den Bildhauer August Gaul und als Sportreporter und Zeichner für das Berliner Tageblatt.
Ein 1914 gewährtes Malstipendium in Italien konnte er wegen des ausgebrochenen Weltkrieges nicht mehr wahrnehmen. Er kehrte nach Breslau zurück und vertiefte sich noch einmal in Aktstudien bei Professor Hanusch, bis er 1915 eine Aushilfsstelle als Kunstlehrer am Liegnitzer Gymnasium erhielt. Hier begegnete er dem Schriftsteller Erich Worbs, der ihn zu Carl Hauptmann und Will-Erich Peuckert führte.
Bei diesen Zusammenkünften entstand die Idee einer Zeitschrift für Literatur und Kunst, „Der Berg“ genannt. Sie sollte ein Gegengewicht darstellen gegen die „Hassgesänge der Zeit“.  Er versah jede Zeitschrift mit zwei handkolorierten Linolschnitten.
Er schuf in dieser Zeit auch Holz- und Linolschnitt-Zyklen wie „Die Macht der Planeten“ und „Peer Gynt“ sowie zu Illustrationen zu Rilkes „Cornet“.
Mit Ende des Krieges endete auch die Anstellung am Liegnitzer Gymnasium. 1919 erhielt Loch eine Anstellung an der Grafischen Fachschule in Dresden. Er heiratete Dora Roth, die Tochter des Pianisten und Musikprofessors Bertrand Roth, der einen berühmten Musiksalon in Dresden führte. Loch siedelte nach Dresden über, fand Anerkennung bei den örtlichen Kunstvereinen und der Kunstgenossenschaft.
So konnte er sich bei vielen Kollektivausstellungen beteiligen und auch gut verkaufen. Besondere Anerkennung fanden seine großen, zyklischen Arbeiten.
1926 verunglückte Loch schwer mit seinem Motorrad und konnte erst ein Jahr später wieder mühsam laufen. Jetzt hatte er das Glück, in der Tanzschule Mary Wigmans den Ausdruckstanz kennenzulernen. Es entstanden eine Vielzahl von Tanzstudien in leuchtender Farbigkeit und in verschiedenen graphischen Techniken. Die Kunsthistorikerin Anne Langenkamp schrieb: „In der Interimszeit zwischen den beiden Weltkriegen leistete Loch wohl sein Bestes: Ekstatisch schäumende Druckgraphiken, kraftvoll kolorierte Holzschnitte von Tigern, Gazellen und anderem Getier, das expressiv — romantische Gemälde ‚Blick über Dresden‘ mit seinen geheimnisvollen Farben, ‚Die Galeere‘, Symbol der Unmenschlichkeit, und die vielen Sportbilder.“
Als die Nationalsozialisten begannen, den Kulturbetrieb zu zensieren, verließ Loch im Jahre 1932 mit seiner Frau die Stadt Dresden und zog sich zurück auf die entlegene Halbinsel Höri am Bodensee in den Ort Gaienhofen. Hier fand er 1936 eine Anstellung als Kunstlehrer an der Internatsschule im Schloss Gaienhofen. Wieder begann eine Schaffensperiode mit Ausstellungen in Basel und Konstanz. In Heidelberg nahm er 1937 an der Ausstellung des Heidelberger Kunstvereins „Arbeit und Wirtschaft in der Kunst“ teil.
Auch hier zog er die Aufmerksamkeit der Nazis auf sich: der Bürgermeister der Gemeinde ließ ihn kontrollieren und überwachen. Das Ehepaar Loch zog daraufhin 1939 in den Weiler Leutkirch bei Neufrach im Salemer Tal, etwa zehn Kilometer vom nördlichen Bodenseeufer entfernt, und erwarb ein kleines Haus am Waldrand. In Zusammenarbeit mit dem damaligen Bürgermeister, dem Pfarrer, dem Schulleiter und dem Kreisrat verfasste er das erste badische Dorfbuch. Diese ausführliche Chronik seiner Wahlheimat illustrierte er außerdem mit Federzeichnungen.
In der Ruhe und Ausgeglichenheit der Bodenseelandschaft entfaltete WEL wiederum eine umfangreiche künstlerische Tätigkeit. Eine Fülle von Aquarellen, Zeichnungen, Schnitten, Ölgemälden, Holz-, Gips- und Bronzeplastiken entstanden; mehrere Reisen ins Tessin inspirierten ihn zu Landschaftsdarstellungen. In den fünfziger Jahren widmete sich Loch wieder verstärkt seiner schriftstellerischen Tätigkeit, die sich teilweise an der schlesischen Mystik orientierte. Er schrieb Dramen, Novellen, Gedichte, Erzählungen und Hörspiele. „Das verbrannte Dorf“ wurde 1961 vom Südwestfunk gesendet. Als Pseudonym benutzte er E. Hudden und Walter von der Schüttelweide. Er schrieb für verschiedene Kulturzeitschriften, schlesische Zeitungen und Haus- und Heimatkalender. 1963 gab er zum Beispiel einige Kapitel seiner „Akademie-Erinnerungen“ heraus. WEL vervollständigte seine „Schlesischen Burgsagen“ und stattete sie mit farbigen Illustrationen aus, doch nur zwei sind bisher veröffentlicht worden: „Die Sage vom Ende der Hummelsburg“ und „Der Teufelsschmaus auf der Burg Neurode“. 1967/68 entstand sein letzter Zyklus farbkräftiger Illustrationen zu Gerhart Hauptmanns Glashüttenmärchen „Und Pippa tanzt!“.
In seinen letzten Jahren beschäftigte er sich vorwiegend noch mit Metalltreibarbeiten und der Herstellung von Emailschmuck.
Er verstarb 1979 im Alter von 94 Jahren und wurde auf dem Friedhof in Leutkirch, Gemeindeverband Salem, beigesetzt. Sechs Jahre später brannte sein Haus ab, wertvolle Dokumente, autobiographische Schriften, das Werkverzeichnis und Bilder wurden vernichtet. Auch die 90-jährige Witwe fand dabei den Tod.